# 18 septembre 1907
Le 18 septembre 1907 est le 261e jour de l'année 1907 du calendrier grégorien. Il s'agit d'un mercredi. 

## Naissances
- Leon Askin, acteur autrichien.
- Jean Letourneau, homme politique français.

## Décès
- Paul-Étienne Grandbois, médecin et homme politique fédéral du Québec.